# Rivetina syriaca syriaca
Rivetina syriaca syriaca es una subespecie de mantis de la familia Mantidae.

## Distribución geográfica
Se encuentra en Líbano Siria y Tayikistán.